# Savograd
Savograd (en serbe cyrillique Савoград), également connu sous le nom de Sava City, est un quartier de Belgrade, la capitale de la Serbie. Il est situé dans la municipalité de Novi Beograd.

## Présentation
La construction de Savograd a commencé en 2006 et a été achevée en juin 2010.
Savograd est un complexe résidentiel et un quartier d'affaires situé le long de la Save, dans le Blok 20 de la municipalité de Novi Beograd. Il est situé à proximité du Sava centar, de l'Hôtel Continental, du siège de la Delta Holding, du bâtiment de la Naftna industrija Srbije et de l'hôtel Hyatt Regency.
La superficie totale du quartier est d'environ 35 000 m2, dont 12 000 m2 de surface habitable. En plus des espaces d'affaires et des résidences, on y trouve plusieurs restaurants et un centre de fitness.